# Arkansas (rzeka)
Arkansas – rzeka w Stanach Zjednoczonych, główny prawy dopływ rzeki Missisipi, która płynie na wschód i południowy wschód przez stany Kolorado, Kansas, Oklahoma, a następnie do stanu Arkansas. O długości 2334 km jest czwartą co do długości rzeką Stanów Zjednoczonych. Rozpoczyna swój bieg źródłem w Górach Skalistych, w okolicach Leadville, a ujście znajduje się w historycznym miejscu Napoleon. Powierzchnia dorzecza rzeki wynosi blisko 505 tys. km².
Głównymi miastami wzdłuż rzeki Arkansas są: Wichita, Tulsa i Little Rock.

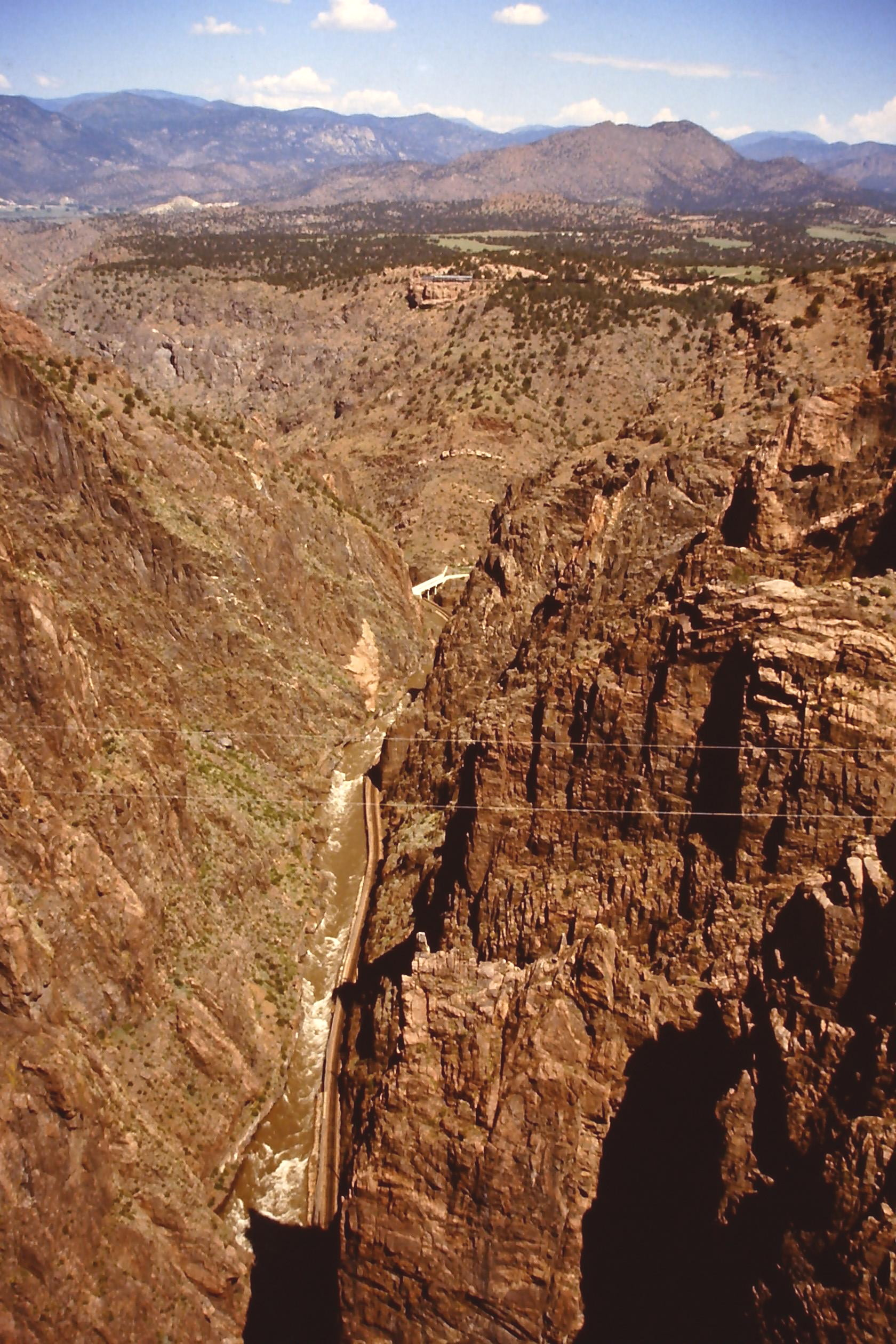
Royal Gorge